# Schooluniform

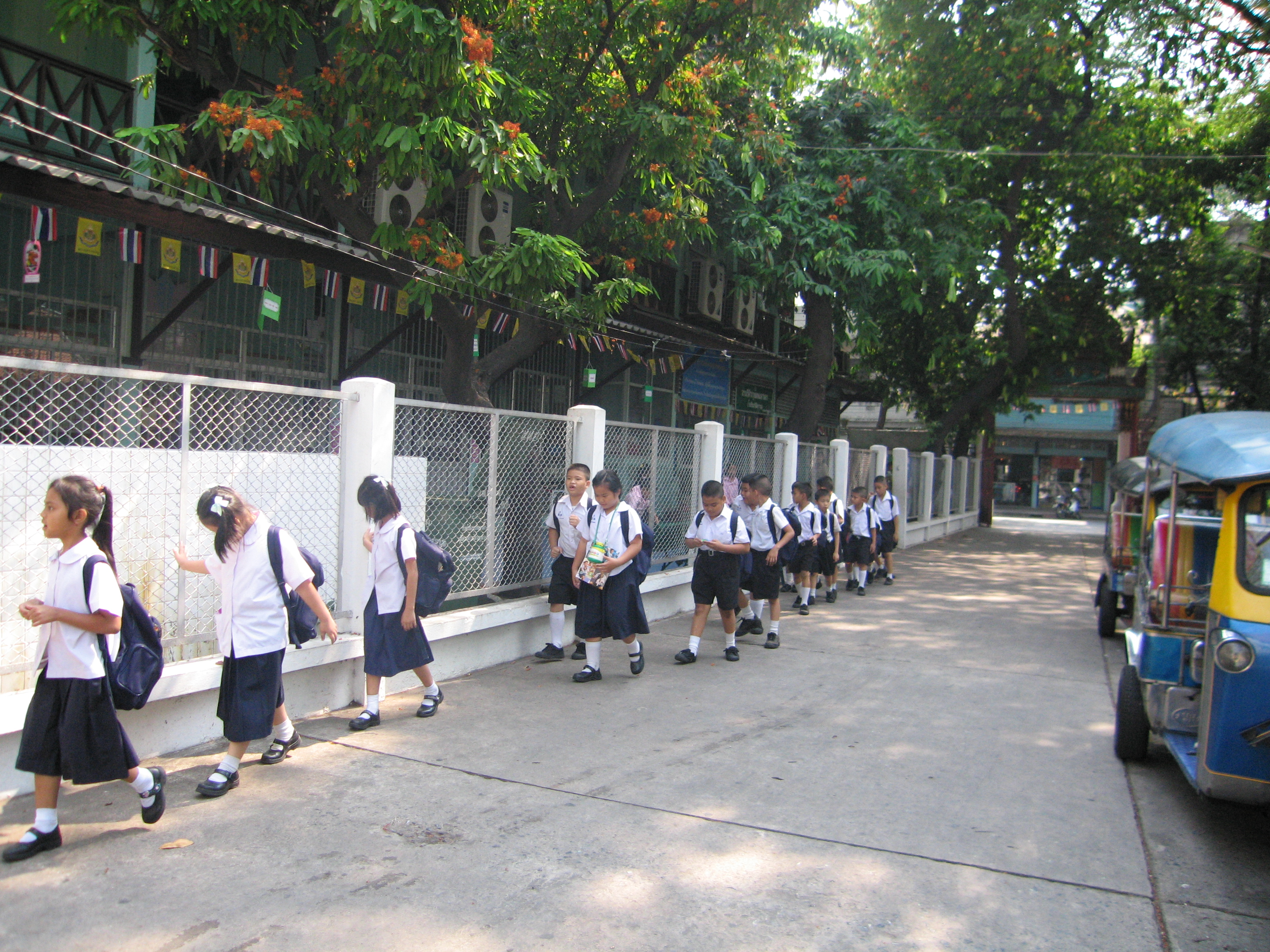
Scholieren in Bangkok

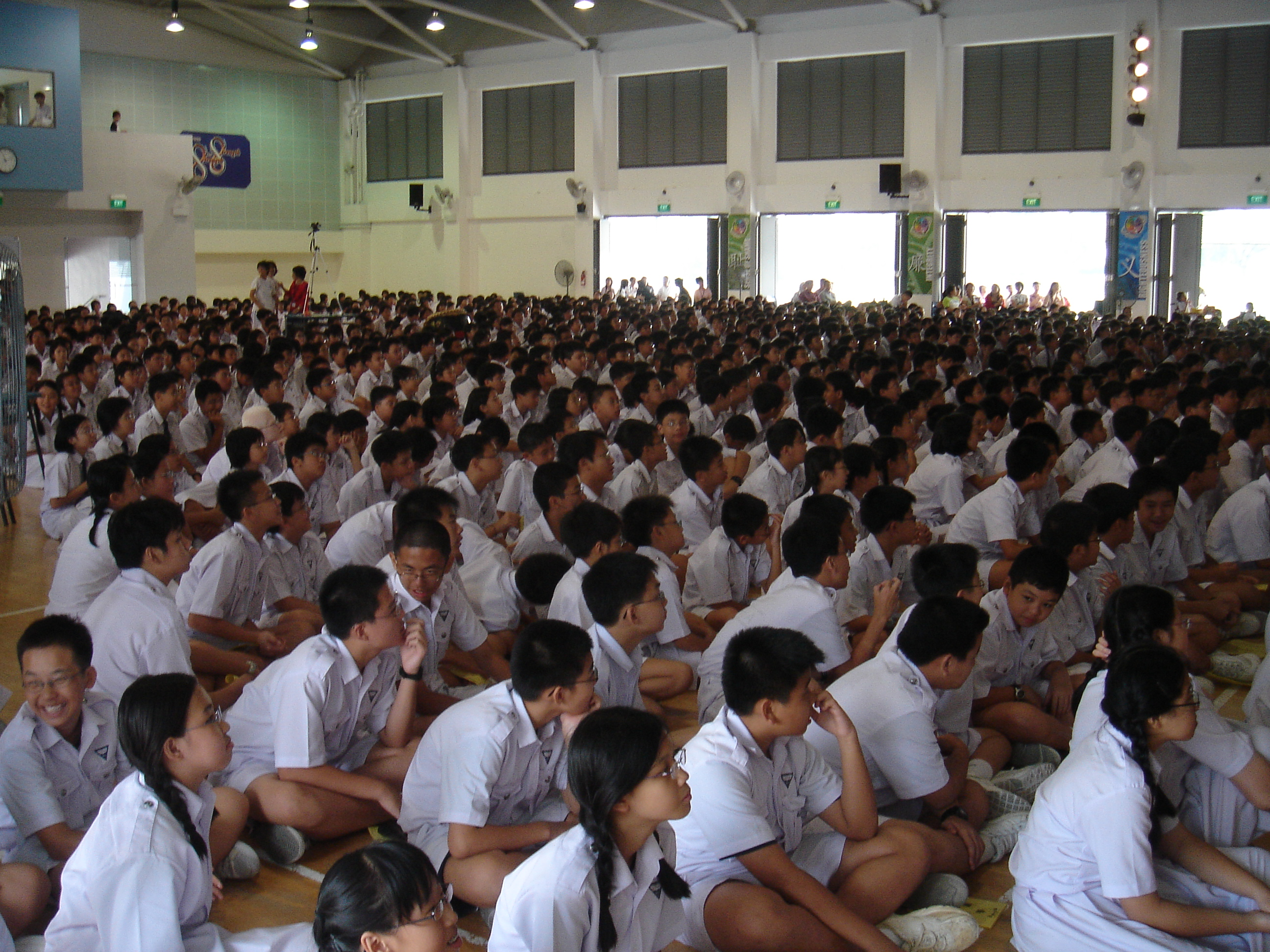
Meer dan duizend leerlingen in uniform tijdens een bijeenkomst op een middelbare school in Singapore

Schooluniformen zijn in veel landen verplicht op basis- en middelbare scholen; in sommige landen alleen op privéscholen. Ze zijn de bekendste vorm van studentenuniformen. Andere typen zijn functionele uniformen, die gedragen worden door studenten die deelnemen aan beroepsopleidingen, zoals in de gezondheidszorg.

## Componenten
Traditioneel zijn schooluniformen conservatief, bescheiden en/of professioneel. Jongensuniformen bestaan vaak uit een zwarte broek en een lichtgekleurd overhemd met stropdas. Meisjesuniformen vertonen meer variatie tussen de verschillende landen en schoolsystemen, maar bestaan doorgaans uit een jurk of een bloes die gedragen wordt met een rok, culotte of onder een schort. Seksespecifieke uniformen zijn soms een twistpunt, waarbij sommige scholen studentes toestaan om te kiezen tussen een rok of broek, terwijl mannen een broek moeten dragen. Een blazer of een pakachtige jas voor beide seksen is ook gebruikelijk, vooral bij koud weer.

## Kledingvoorschriften vs. schooluniformen
Kledingvoorschriften op scholen schrijven voor wat niet mag worden gedragen door scholieren, zoals topjes waar de buik zichtbaar is, kledingopdruk die alcohol of tabak promoot, gemene opmerkingen jegens andere kinderen en ouders etc.
Schooluniformen daarentegen zijn voorgeschreven (typen) kleding die leerlingen moeten dragen. Het is dus een verschil tussen "alles wat niet is toegestaan is verboden" (uniform) en "alles wat niet verboden is, is toegestaan" (kledingvoorschrift).

## Verbreiding
In vele Europese overheidsscholen zijn uniformen niet vereist. Sommige privéscholen, vereisen echter wel schooluniformen of hebben strikte kledingvoorschriften. Het Verenigd Koninkrijk en Ierland zijn een uitzondering hierop, waar de meerderheid van openbare scholen een uniform vereist voor een formelere uitstraling.

## Gebruik per Engelstalig land

### Australië

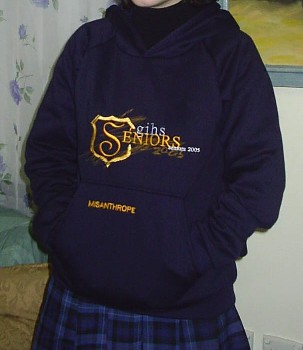
Voorkant van de bovenkant van een Australisch 12e-jaars schooluniform (2005)

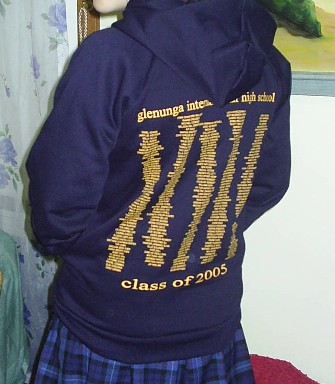
Achterkant van hetzelfde uniform

Schooluniformen in Australië volgen doorgaans het model van hun Britse tegenhangers. De meeste privé- en openbare scholen, in alle Australische staten, schrijven het dragen van uniformen voor. Voor jongens bestaat het uniform doorgaans uit een (korte) broek, trui en een overhemd of poloshirt. Meisjesuniformen bestaan doorgaans uit een rok, culottes, jurken, truien, bloezen en/of poloshirts en soms ook een (korte) broek. Op privéscholen hebben uniformen voor beide geslachten vaak een blazer, stropdas en hoed. Een ander uniform, speciaal voor het sporten, wordt vaak gedragen tijdens gymnastiek. Dit kan bestaan uit leggings, korte broeken en tennisrokken. Sommige scholen vereisen speciale schoenen.
Openbare scholen in Australië, vooral basisscholen, zijn doorgaans flexibeler in hoe de schooluniformen gedragen moeten worden. Een sterk contrast met de prestigieuze privéscholen die erg strikt zijn wat dat betreft. Dit is omdat van privéscholen wordt verwacht dat ze een reputatie van netheid hoog te houden hebben. Scholen worden vaak beoordeeld op hoe de uniformen zichtbaar worden gemaakt in het openbaar.
Recent werd 12e-jaars scholieren op Australische scholen toegestaan om speciale truien of andere bedrukte shirts te dragen die hun status als eindejaars weergeven. In sommige scholen heeft dit de vorm genomen van een trui in een andere kleur (soms wit of room), een speciaal 12e-jaarsshirt met de laatste twee nummers van het jaar met een naam of bijnaam erop, andere shirts zijn bedrukt met de namen van alle scholieren van hetzelfde jaar.) Sommige scholen hebben ook andere stropdassen en blazers voor het laatste jaar.

### Canada
De meeste openbare scholen in Canada vereisen niet dat de scholieren een uniform dragen, maar hebben wel kledingvoorschriften tegen onzedelijke of beledigende kleding. Veel regio's van Canada hebben door de overheid gesubsidieerde katholieke scholen, veel van deze scholen hebben wel uniformen. Voor de integratie van Newfoundlands openbare schoolsysteem eind jaren 1990, hadden die scholen die geadministreerd werden door de katholieke kerk, strikte kledingvoorschriften (overhemd en stropdas voor jongens, jurk of rok voor meisjes) op het basisniveau en brugklas, waarbij de meeste beperkingen later werden opgeheven. In de afgelopen jaren hebben sommige scholen jurken en kilts, vervangen door broeken voor meisjes, of hebben rokken vervangen door culottes of iets wat een 'skort' wordt genoemd, een rok met een top erboven. Ook fietsbroeken worden soms onder de rok gedragen. Aan de bovenkant wordt of een overhemd of een golf-polo gedragen, en een trui. Grijze of kaki broeken worden door zowel jongens als meisjes gedragen.
Er zijn ook scholen in het oosten van Canada die zijn omgezet naar Academiën in tegenstelling tot standaard middelbare scholen. Deze vereisen doorgaans een uniform, meestal een wit shirt en een grijze of donkere rok of broek.
Sommige privéscholen vereisen traditionele Britse uniformen.

### Ierland
De meeste basisscholen en bijna alle middelbare scholen in Ierland vereisen een schooluniform. Een uitzondering zijn de multiconfessionele Educate Together-basisscholen en ook leerlingen die het Leaving Certificate Examination overdoen. De jongens dragen een blauw pak met een blauwe stropdas, de meisjes een blauwe rok met een blauw T-shirt.

### Maleisië
Maleisië introduceerde schooluniformen in een westerse stijl aan het eind van de 19e eeuw tijdens het Britse koloniale tijdperk tot na de onafhankelijkheid. Tegenwoordig zijn ze bijna universeel in openbare en privéscholen. De huidige Maleisische schooluniformen zijn verplicht voor alle scholieren die naar openbare scholen gaan. De uniformen op de Maleisische openbare scholen zijn als volgt:
- Basisschool
  - Jongens

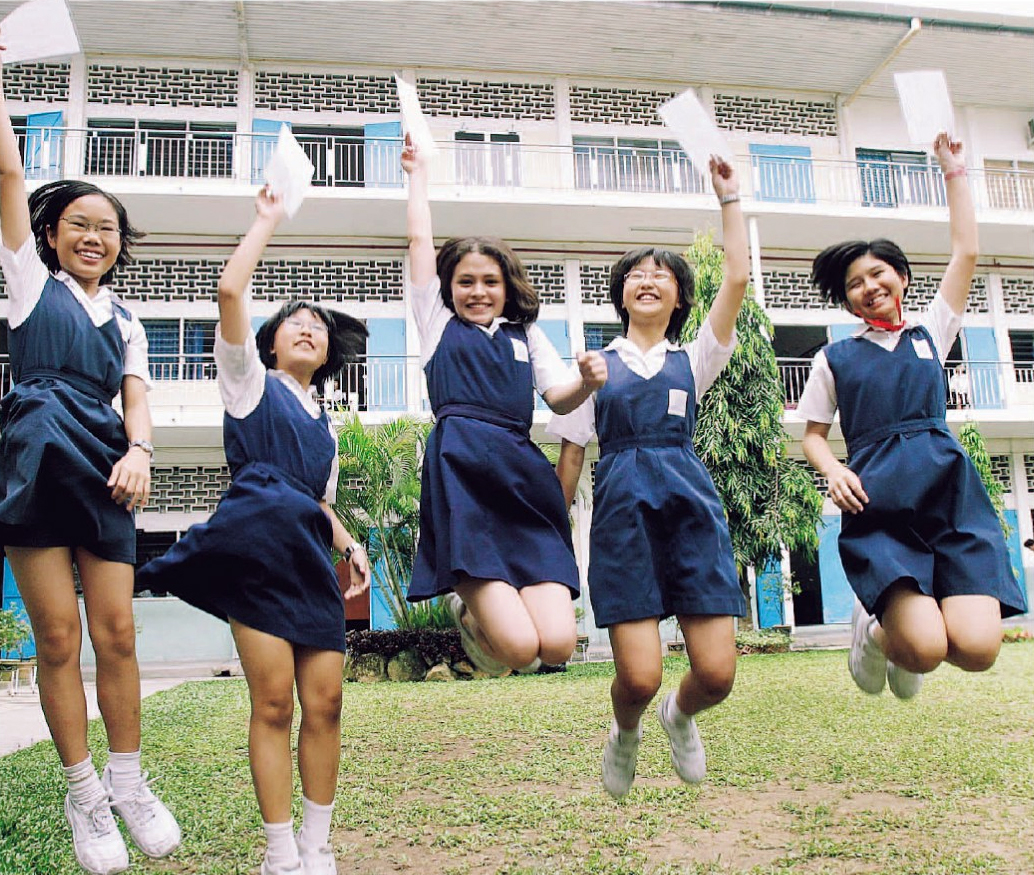
Maleisische basisschoolmeisjes die een schort dragen

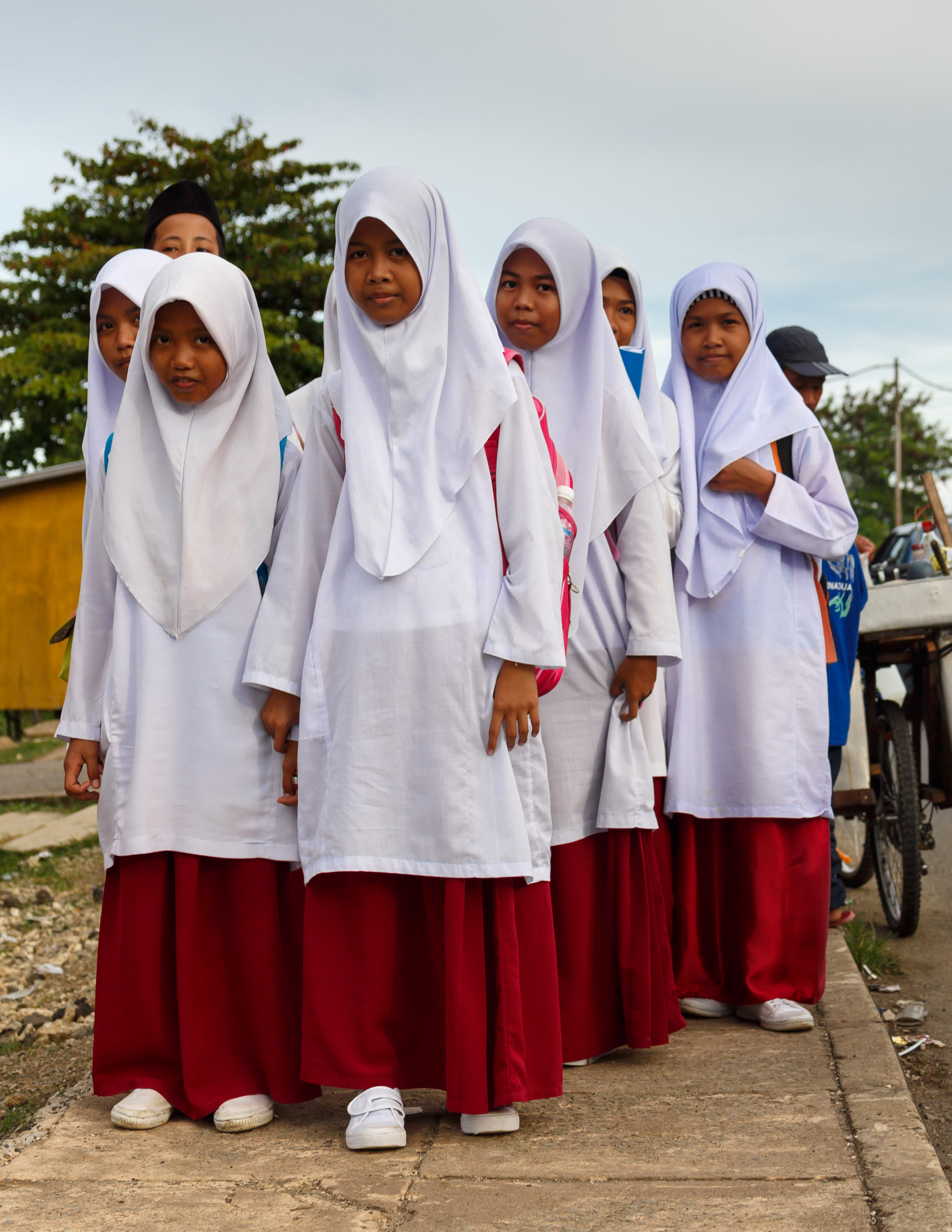
Baju kurung uniform

    - Wit overhemd en marineblauwe (korte) broek

  - Meisjes
    - Marineblauw schort over een wit overhemd; of
    - Witte baju kurung (een lange tunica die de armen bedekt) over een lange marineblauwe rok
- Voortgezet onderwijs
  - Jongens
    - Wit overhemd en olijfgroene (korte) broek; of
      - Witte broek (doorgaans alleen Form 6 scholieren)

  - Meisjes
    - Turkoois schort over een wit overhemd (Form 1 tot Form 5); of
    - Turkooise rok met witte bloes (doorgaans alleen Form 6 scholieren); of
    - Witte baju kurung over een lange turquoise rok (Form 1 tot Form 6)

Scholieren zijn ook verplicht om witte sokken en witte schoenen te dragen bij de bovenstaande uniformen. Vanwege bescheidenheid vereisen de meeste scholen dat vrouwen die een baju kurung dragen een normaalgekleurde camisole eronder dragen.
Hiernaast hebben scholen vaak hun badge die moet worden vastgemaakt aan het uniform - doorgaans op de linkerborst. Sommige scholen vereisen dat scholieren hun eigen naam in hun uniform naaien, naast de badge. Voor hogere klassen moeten scholieren doorgaans een bepaalde stropdas dragen, behalve degenen die een baju kurung dragen.
In Maleisië dragen moslima's doorgaans een baju kurung. De meesten van hen beginnen met het dragen van een witte hidjab bij het betreden van de middelbare school, om religieuze redenen. Niet-moslima's dragen doorgaans een schort. Sommige niet-moslima's dragen echter een baju kurung en vice versa. Deze kruisbestuiving is vrij gewoon en is vooral omdat de meisjes meer verscheidenheid willen in hun uniformkeuze, comfort of zich schikken naar de uniformen die de meesten dragen op hun school.
Meisjes die een schort dragen, vooral op gemengde scholen, dragen vaak een korte broek onder hun schort aangezien het schort maar tot hun knieën komt. Bij een baju kurung wordt er doorgaans niet een broek onder gedragen omdat deze al hun benen bedekt.
Openbare scholen mogen ook speciale schooluniformen instellen voor medewerkers. Er is een grote verscheidenheid op de verschillende scholen.
Naar het kapsel van de scholieren wordt ook gekeken door de scholen en het Ministerie van Onderwijs. Scholen staan hun scholieren niet toe hun haar te kleuren. Voor jongens is er doorgaans een maximale lengte voor hun haar, het moet bijvoorbeeld een paar centimeter boven de kraag uitkomen en uitsteeksels worden niet toegestaan.
In sommige scholen is het gebruik van gel verboden, om excentrieke kapsels te voorkomen. Meisjes met lang haar moeten hun haar netjes hebben vastgebonden, vaak in een paardenstaart. Sommige scholen bepalen de kleur en het type van haaraccessoires die zijn toegestaan. Sommige scholen verbieden meisjes zelfs het hebben van lang haar.
Scholen zien er over het algemeen uitgebreid op toe dat de schooluniformcodes worden nageleefd, met regelmatige controles door leraren en schoolhoofden. Scholieren die niet aan de code voldoen, kunnen gewaarschuwd worden, strafpunten krijgen, openbaar gestraft worden, naar huis gestuurd worden of worden soms zelfs geslagen.

#### Privéscholen
De meeste Maleisische privéscholen hebben hun eigen uniformen en verschillen van school tot school. De meeste privé basisscholen hebben uniformen die identiek zijn aan die van in het openbare onderwijs. De meeste privé middelbare scholen daarentegen hebben doorgaans hun eigen schooluniformen. Tegenwoordig vereisen de meeste privéscholen dat scholieren een poloshirt in de schoolkleuren dragen en meisjes moeten een rok dragen in plaats van een schort. De baju kurung wordt ook geaccepteerd.

#### Kleuterschool
Er zijn geen uniformen vastgelegd voor kleuterscholen omdat die privaat zijn. Elke kleuterschool kan verschillende uniformen hebben of vrije keus hebben.
Het uniform in de meeste Maleisische kleuterscholen is het Japanse matrozenpak. Deze scholen hebben doorgaans ook een sportuniform. Andere hebben uniformen die identiek zijn aan die op de openbare basisschool.

### Nieuw-Zeeland
Traditioneel volgen de meeste scholen in Nieuw-Zeeland het Britse model van schooluniformen, hoewel het gebruikelijk is op veel staatsscholen dat het jongensuniform bestaat uit een dunne trui met een korte broek in plaats van een blazer met stropdas en een lange broek. Het bestaat vaak uit een hele variatie van het volgende: een "officiële" schooljersey, jas en stropdas, een grijs/wit shirt, (korte broek) en op veel meisjesscholen kilts. Blazers en jassen bestaan in vele verschillende kleuren afhankelijk van de school - donker- of lichtblauw, grijs, crimson, scarlet, groen of zwart. Sommige volgen het Britse gebruik van contrasterende uiteinden en jasvoorkanten. Hoeden en dergelijke zijn doorgaans verdwenen sinds de jaren zeventig.
Het mogen dragen van lange broeken als onderdeel van het uniform geeft vaak het verschil aan tussen de jongere en oudere leerlingen. Op sommige scholen mogen ouderejaars gewone kleding dragen. Het is gebruikelijk om op jongensscholen lange ("kniehoge") sokken te dragen met een korte broek, in tegenstelling tot Amerikaanse of Mexicaanse scholen, waar meisjes kniehoge sokken dragen.
Gedurende de jaren 80 en 90 was er de trend om het traditionele uniform te vervangen door goedkopere en "moderne" opties: poloshirts, fleeceshirts, of simpelweg afschaffen. In de afgelopen jaren is dit grotendeels teruggedraaid en slechts een klein aantal middelbare scholen heeft het uniform afgeschaft. Tussenscholen hebben doorgaans de optie om een rok of culotte te dragen voor meisjes en soms een korte broek, terwijl jongens een korte broek dragen. Ook fietsbroeken of leggings worden soms gedragen onder de rokken. Op de middelbare school dragen meisjes doorgaans een rok of broek en jongens een korte of lange broek. Sommige meisjesscholen hebben ook marineblauwe rokken en open bloezen die lang zijn in de winter en kort in de zomer. De jurken mogen dan niet hoger dan de knie komen; de rokken hebben ook een split in de achterkant.

### Pakistan
Vanwege de koloniale geschiedenis hebben zowel openbare als privéscholen uniformen. Jongens dragen doorgaans een overhemd met broek en stropdas, terwijl meisjes wanneer ze jong zijn een rok of jurk dragen en de traditionele "shalwar kamiz" wanneer ze 7 of 8 jaar oud zijn. Uniformen verschillen tussen de winter en zomer bijvoorbeeld in de kleur van de broeken, meer kleding bijvoorbeeld truien en blazers e.d. Sommige scholen hebben hoofddeksels.
Hoewel het strikt wordt gehandhaafd wanneer de leerlingen jong zijn, mogen oudere scholieren hun kleding aanpassen, bijvoorbeeld een spijkerbroek in plaats van een stoffen broek en meisjes mogen een hidjab dragen. Jonge kinderen kunnen daarentegen boetes krijgen, kunnen naar huis worden gestuurd of kunnen zelfs verbaal en fysiek worden gestraft voor het niet dragen van de juiste kleding. Op sommige scholen mogen jongens en meisjes "gekleurde kleding" dragen, oftewel normale kleding, sommige hebben helemaal geen uniform als de leerlingen in het laatste jaar zitten.
In madrassa's (Koranscholen) dragen Pakistaanse jongens doorgaans een witte hoed en de traditionele kleding van shalwar kamiz. Meisjes dragen er daarenboven bijna altijd een hidjab of een "dubatta" (sjaal) op hun hoofd.
Sommige prestigieuze universiteiten hebben ook uniformcodes, maar die worden niet strikt gehandhaafd.

### Singapore
Op alle scholen in Singapore moeten scholieren een uniform dragen. Doorgaans is dit voor jongens een korte/lange broek, tezamen met een overhemd. Het uniform van meisjes bevat vaak een schort of rok met bloes.

### Verenigd Koninkrijk

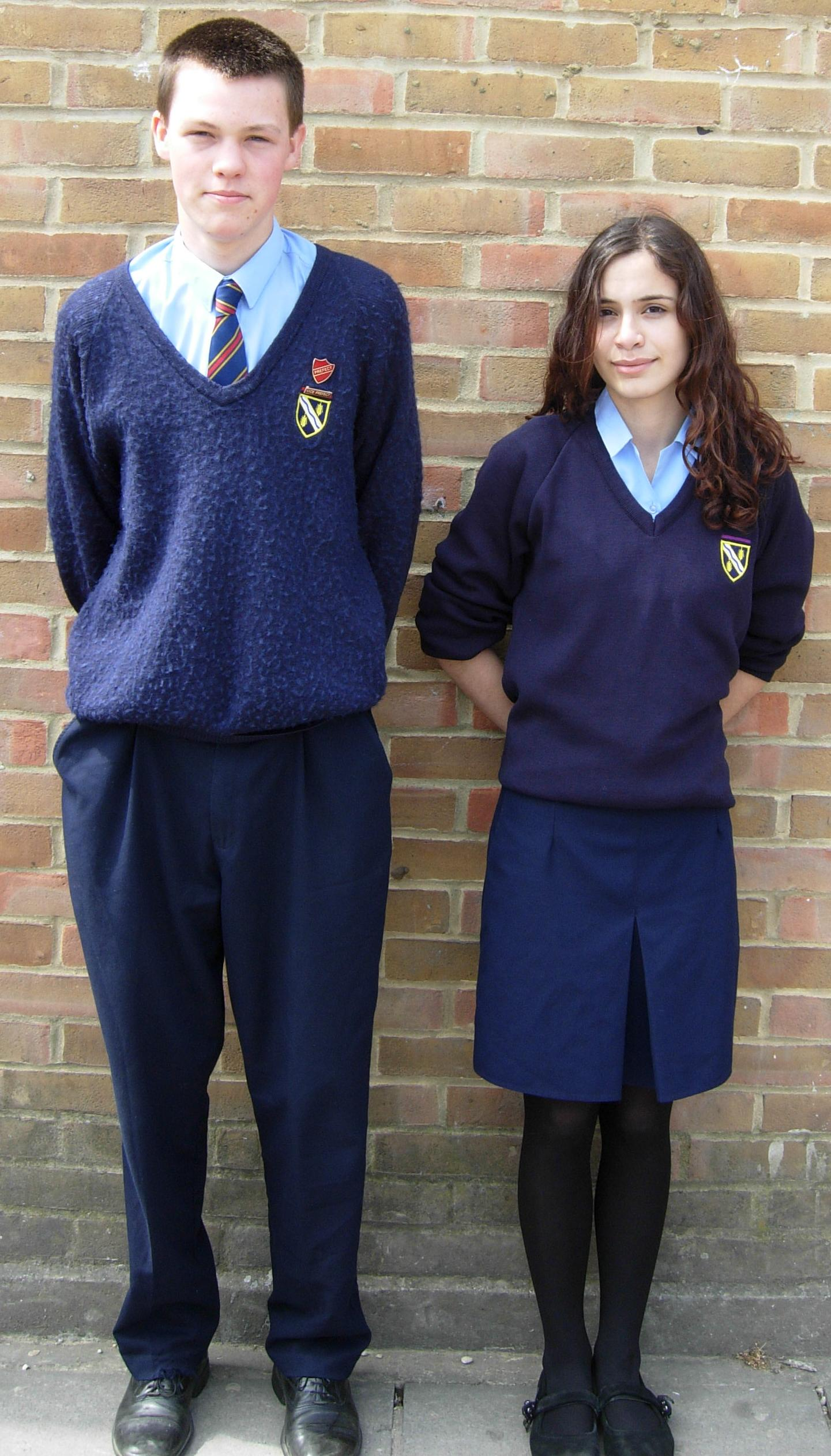
Brits schooluniform

Bijna alle Britse scholen eisen dat leerlingen een uniform dragen, alhoewel het hoger onderwijs (voor 16+) dat vaak niet eist.
Het gebruikelijke Britse uniform op de middelbare school bestaat vaak uit:
- Schoolblazer met schoollogo
- Normaal wit overhemd, dat in de broek is gestopt en met de bovenste knoop dicht
- Schoolstropdas
- Zwarte,  grijze of bordeauxrode, lange broek of rok (op basisscholen worden soms korte broeken toegestaan)
- Grijze of zwarte sokken (jongens)
- Witte sokken of zwarte of huidkleurige leggings of kousen (meisjes)
- Zwarte schoenen (sportschoenen zijn soms toegestaan in de zomer)
- Zwarte,  grijze V-halspullover of zwarte pullover met het schoollogo
- Buitenkleding van een sober ontwerp

De gymkleding bestaat vaak uit:
- Schoolpoloshirt met logo - gestopt in een sportbroek, korte broek of jurk
- Blauwe, zwarte, rode, groene of witte, korte broek, afhankelijk van de schoolkleur, soms met het schoollogo.
- Trainers (voor kinderen van elke leeftijd)
- Pumps (soms voor jonge kinderen)
- Sportrok (meisjes)
- Sportbriefs (meisjes)
- Leotard (meisjes)
- Witte of zwarte sokken
- Zwemkleding - badpak (meisjes); korte zwembroek (jongens); soms met het schoollogo

Veel meisjes dragen nu tartan rokken. Dit is vooral gebruikelijk op gymnasia en onafhankelijke scholen.
Hiernaast hebben veel scholen redelijk strikte regels m.b.t. het dragen van make-up, sieraden en andere 'trendy' kleding. Kinderen van arme gezinnen worden niet uitgesloten om hun kleding zoals in landen waar uniformen niet de norm zijn. Kinderen met goedkope of slecht onderhouden uniformen worden daarentegen nog wel buitengesloten.
Onlangs is er echter een trend in de richting van het dragen van truien en poloshirts of T-shirts, en ook meer casual stijlen van broeken, zoals normale of donkere spijkerbroeken, cargo pants of sportbroeken. Dit wordt gezien als een manier om het uniform te moderniseren en daarnaast om het betaalbaarder te maken voor gezinnen met een laag inkomen die geen blazers e.d. kunnen aanschaffen. Bovendien zijn de temperaturen in de afgelopen 50 jaar toegenomen in de klaslokalen, zowel door de opwarming van de Aarde als door de introductie van verwarming. Hierdoor zijn de oude uniformen zoals dikke truien, blazers en shirts e.d. onpraktisch, met name in de zomermaanden, waardoor veel scholen voor een meer casual uniform hebben gekozen. In sommige gevallen hebben scholen de blazer en stropdas juist geherintroduceerd in een poging de leerlingen er beter uit te laten zien en om pesterijen te bestrijden.
Op veel middelbare scholen zijn meisjes broeken in plaats van rokken gaan dragen als onderdeel van hun uniform, maar dit hangt af van de school en de omgeving. Met name in het 6e jaar zijn de korte broeken die nu in de mode zijn in het Verenigd Koninkrijk toegestaan tijdens de zomermaanden. In tegenstelling tot de Verenigde Staten is er geen wet die sekseneutrale uniformen afdwingt. Dit heeft tot gevolg dat, met name op de privéscholen, de uniformen van meisjes substantieel anders zijn dan die van de jongens.
Hoewel nooit officieel onderdeel geworden van het uniform, werd de snorkelparka in de jaren 70 en 80 extreem populair, om te dragen als jas tijdens de winter. Het was een relatief goedkope jas, die bijna iedere familie kon betalen waardoor bijna iedere jongen er een had, hoewel ze minder populair waren bij de meisjes. Hoewel hij onpopulair was tijdens de jaren 90 is de snorkelparka weer populair aan het worden, maar nog lang niet zo populair als aan het begin van de jaren 80.
In gebieden met een grote groep allochtonen, staan sommige scholen vrouwelijke leerlingen toe kleding omwille van hun religie te dragen, vaak in de schoolkleur. Afhankelijk van het niveau van religieuze overtuiging en de bereidheid van de school om kleding buiten de regels toe te staan kan dit soms voor problemen zorgen.
Britse nachtclubs organiseren soms uniform themafeesten waarvoor bezoekers wordt gevraagd volwassen versies van schooluniformen te dragen. Angus Young van de Australische muziekgroep AC/DC draagt vaak zijn schooluniform op het podium.

### Verenigde Staten

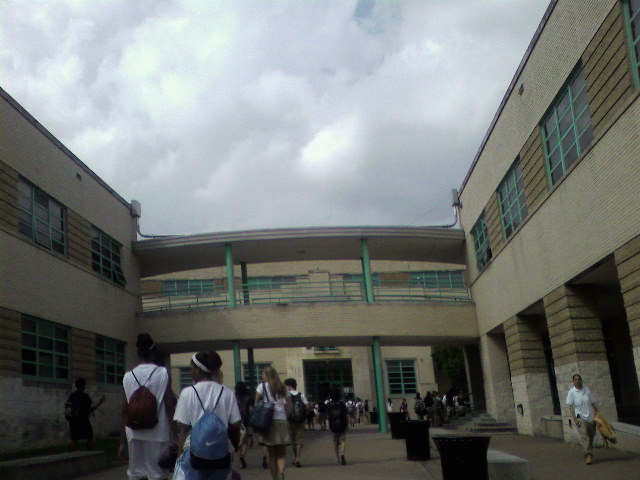
Leerlingen in deze openbare middelbare school in Houston, Texas dragen een schooluniform

De meeste openbare scholen in de Verenigde Staten hebben geen schooluniform, hoewel veel kledingvoorschriften hebben die bepalen hoe de scholieren zich mogen kleden. Kledingvoorschriften stellen vaak limieten aan de lengte van rokken en hoeveel van het lichaam er mag worden getoond. Ze verbieden vaak kleding met scheuren of gaten, tonen van ondergoed en alles wat obsceen, gang-gerelateerd of onveilig is. Sommige kledingvoorschriften specificeren wat voor een boven- en onderkleding is toegestaan, evenals welke kleuren (vaak de schoolkleuren). In de recente jaren is er een significante toename in het gebruik van schooluniformen (zie beneden) voor alle niveaus. In de meeste gevallen, ook al variëren de regels enorm, geeft dit een indruk wat doorgaans is toegestaan.
- Broek
- Shirt met kraag (verschillende typen)
- Korte broek
- Rok
- Skorts
- Jumper dress
- Culotte

Volgens het National Association of Elementary School Principals (NAESP) is het percentage van Amerikaanse openbare scholen dat uniformen vereist gestegen van 3 procent in 1997 naar 21 in 2000.
Schooluniformen zijn redelijk normaal voor privéscholen in de Verenigde Staten, met name voor katholieke scholen. Hoewel veel privéschooluniformen vergelijkbaar zijn met die voor openbare scholen, zijn er sommige die een meer Britse stijl hebben, zoals een blazer en stropdas. Culottes worden ook soms gedragen in plaats van een rok, met name op episcopaalse of niet-parochiale privéscholen.
In 1994 vereiste de Long Beach Unified School District, in Zuid-Californië, schooluniformen op alle basis- en middelbare scholen. Hierdoor ontstond een trend voor uniformen in Amerikaanse openbare basisscholen, met name in verstedelijkte schooldistricten. President Clinton noemde LBUSD's inzet in zijn State of the Union van 1996. Het gebruik van school- of districtbrede uniformregels (of, anderzijds, "gestandaardiseerde kledingvoorschriften" – die zo strikt zijn als schooluniform, maar met wat meer speelruimte binnen de parameters) is aangemoedigd als tegengewicht tegen "gang-kleding", de druk op families om dure merkkleding te kopen om te voorkomen dat hun kinderen buiten de boot vallen, alsmede het verbeteren van de moraal en schooldiscipline.
Adolfo Santos, een professor politicologie aan de University van Houston–Downtown, stelde dat veel hispanic gemeenschappen in de VS kiezen voor uniformen omdat deze immigranten uit landen komen waar de scholen deze vereisen.
In Hawaï moeten studenten op sommige scholen een school-T-shirt dragen.
In Puerto Rico vereist het Ministerie van Onderwijs dat alle scholieren schooluniformen dragen, waarbij er alleen om medische redenen uitzonderingen mogen worden gemaakt. Ook bijna alle privéscholen vereisen dat scholieren uniformen dragen.

## Gebruik per niet-Engelstalig land
Ook in enkele niet-Engelstalige landen is toch het Britse of Amerikaanse voorbeeld, of een periode van bezetting, goeddeels bepalend geweest.

### België
Op sommige scholen (voornamelijk in Antwerpen, Brugge, Brussel, Gent en Oostende) wordt er een uniform opgelegd. Dat kan gaan van een kleurcode tot volledig verplichte kleding. Een kleuruniform houdt in dat leerlingen enkel kledingstukken van bepaalde kleuren mogen dragen. Hoewel er in 2021 nog scholen zijn die het kleuruniform afschaften (Don Bosco Genk, Nieuwen Bosch Gent) is een volledig opgelegd uniform de laatste jaren terug meer en meer verplicht (Sint-Bavo Gent, Abdijschool van Zevenkerken, Sint-Franciscus Brakel, Collège Saint-Pierre à Uccle, Institut Saint-André à Ixelles, ...),

### Duitsland en Oostenrijk
Schooluniformen zijn geen traditie in Duitsland of Oostenrijk en zijn nagenoeg onbekend.
Vanaf de 16e eeuw waren studenten (met name in het voortgezet onderwijs) vaak onderhevig aan regelgeving die bescheiden, niet al te stijlvolle, kleding voorschreef. Vaak waren deze regels onderdeel van een bredere set regels die alle burgers van bepaalde klassen kledingregels oplegde. Een donkerblauwe jas werd een wijdverspreid, vereist statussymbool van studenten van het voortgezet onderwijs; het viel uit de gratie tijdens de laatste helft van de 18e eeuw. Recenter bestonden uniformen in essentie niet, buiten kost- en privéscholen. Soms werden sommige modes zo wijdverspreid dat ze uniformstatus benaderden; dit is vooral het geval voor studentenhoeden (Schülermützen) die wijdverspreid werden vanaf de jaren 1880 en nog redelijk populair waren tot ze verbannen werden door de nazi's. Het dragen ervan werd aangemoedigd door zowel leraren als leerlingen en soms waren ze verplicht, maar nooit nationaal of op staatsniveau. Een ander voorbeeld zijn de matrozenpakken die modieus werden rond de eeuwwisseling van de 19e eeuw. Deze waren ook doorgaans niet een voorgeschreven uniform. Later werd onder Oostenrijkse invloed, vooral in het naoorlogse Zuid-Duitsland tot begin jaren 1970, een tijdlang Alpine kledij zoals Dirndl (voor schoolmeisjes) of Lederhose (voor schooljongens) populair.
De nazi's verboden het dragen van studentenhoeden - de laatste, maar vrijwillige, vorm van geüniformeerde studentenkleding - omdat zij die beschouwden als onderdeel van een klassensysteem. Ze hebben daarentegen wel het verplichte lidmaatschap van de geüniformeerde Hitlerjugend ingesteld vanaf 1936. HJ-uniformen werden gedragen in de Adolf Hitler Scholen en in de Napolas; studenten van andere scholen droegen ze soms naar eigen inzicht.
Tegenwoordig wordt de invoering van schooluniformen bediscussieerd, maar doorgaans wordt de uitdrukking "uniform" vermeden en worden in plaats daarvan termen zoals "schoolkleding" gebruikt. Schoolkleding is ingevoerd op een klein aantal scholen, bijvoorbeeld in Hamburg-Sinstorf in 2000, en in Friesenheim en Haag (Oberbayern) in 2005. In deze gevallen betrof het een verzameling van overhemden, truien e.d. die volgens de huidige mode was samengesteld. Traditionele uniformen worden bijna nooit serieus voorgesteld.

### Filipijnen
Schooluniformen zijn de norm in de Filipijnse scholen voor zowel basis- als voortgezet onderwijs, en ook voor enkele universiteiten. Voor jongens bestaat een schooluniform doorgaans uit een wit overhemd (sommige zijn vergelijkbaar met de Barong Tagalog) met korte mouwen en broeken die kaki, zwart of blauw zijn. Meisjes dragen een witte bloes met korte mouwen, een lint, een stropdas en een gevouwen rok. De rokken zijn doorgaans lang, vaak rond 8 à 10 cm onder de knie, terwijl de kortste 5 cm boven de knie uitkomt.
In de jaren 70 en 80 waren schooluniformen doorgaans witte overhemden met lange mouwen en een stropdas met zwarte broek voor jongens, terwijl bloezen met korte of lange mouwen met een lint en blauwe gevouwen rokken voor meisjes de norm was. In die tijd waren de rokken doorgaans korter, net boven of rond de knie. Door een toenemend aantal mishandelingen werd de code voor meisjes langzaamaan strikter tot eind jaren 90: de rokken werden toen aanzienlijk langer.
Sommige scholen, vooral voor jongens, vereisen een jas en stropdas naast het witte overhemd. Maar dat komt praktisch alleen op universiteiten en internationale scholen voor.

### Israël
Schooluniformen waren de norm in Israël tijdens het oprichten van de staat, maar zijn sindsdien uit de gratie gevallen. In recente jaren echter is het aantal scholen dat uniformen gebruikt weer aan het stijgen. Veel leraren, ouders en leerlingen zijn voor het herinvoeren van het schooluniform, om het gat tussen de kinderen van de welgestelde en minder welgestelde ouders te dichten.
Tegenwoordig bestaan schooluniformen in Israël slechts uit een shirt met het schoollogo. In de zomer is het een simpel T-shirt, terwijl tijdens de winter warmere truien worden gedragen. Ook al zijn de shirts uniform, vaak zijn ze in verscheidene kleuren beschikbaar, om de dragers de mogelijkheid te geven zich te kleden naar eigen inzicht. Deze shirts worden vaak voor een klein bedrag verkocht, zodat zelfs degenen met weinig geld ze kunnen verkrijgen.

### Japan

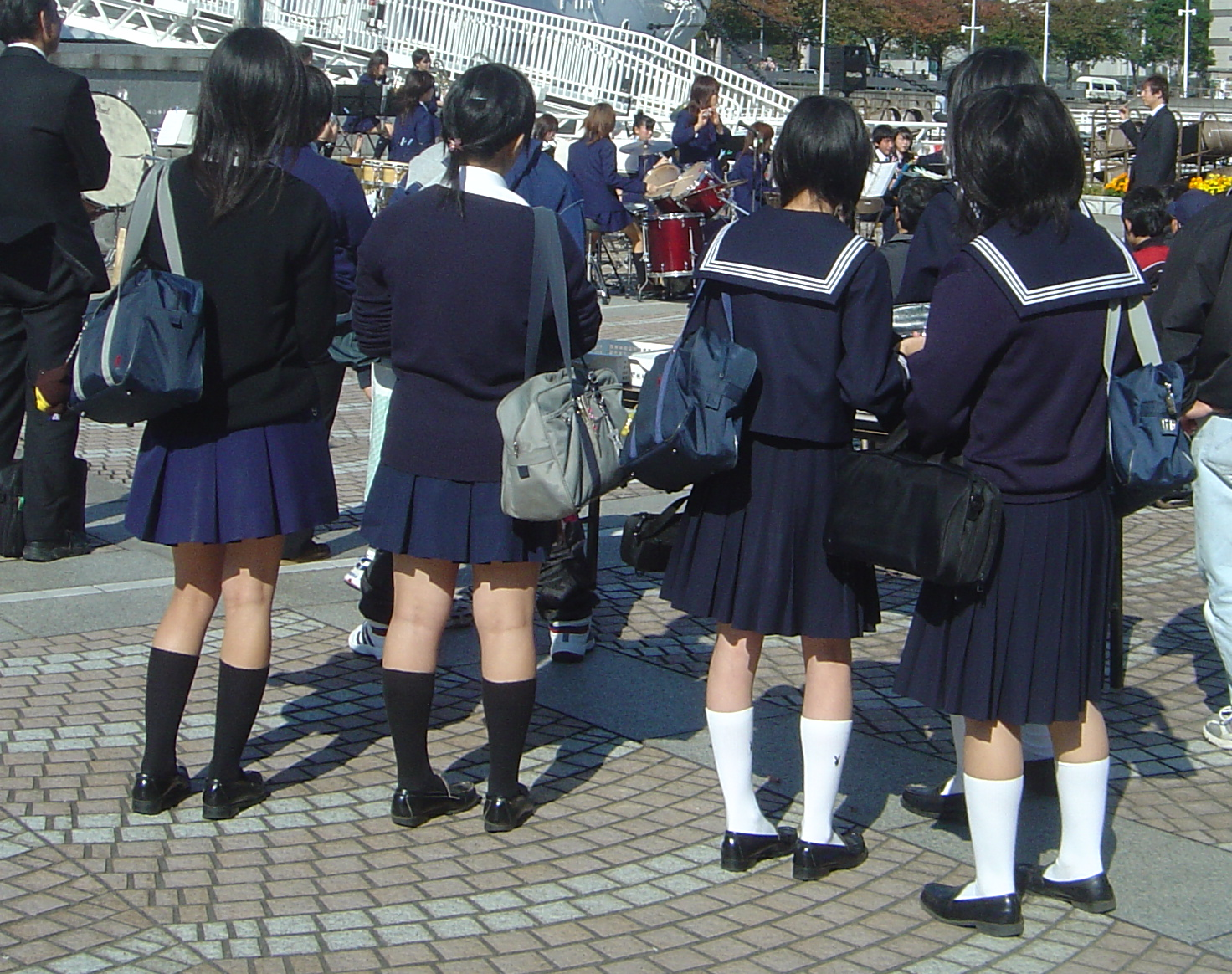
Japanse scholieren in hun matrozenpak

Japan introduceerde uniformen in een westerse stijl aan het einde van de 19e eeuw, als onderdeel van het omvangrijke modernisatieprogramma. Tegenwoordig zijn schooluniformen een vast onderdeel van het Japanse leven. Ze zijn bijna universeel in de openbare en privé schoolsystemen, waarbij sommige scholen bekendstaan om hun unieke uniformen. Ze worden ook gebruikt in sommige vrouwencolleges.
In veel gebieden hoeven basisscholieren niet een uniform naar school te dragen. Waar ze wel vereist zijn, dragen veel jongens een wit shirt, broek en hoed. De uniformvoorschriften kunnen veranderen aan de hand van het weer en gebeurtenissen.
De uniformen op middelbare scholen bestaan doorgaans uit een zwart militair-achtig uniform voor jongens en een matrozenpak voor meisjes. Deze uniformen zijn gebaseerd op militaire kleding van tijdens de Meiji-restauratie, die op hun beurt weer zijn gebaseerd op Europese marine-uniformen. Ook al wordt deze stijl nog steeds veel gebruikt, hebben sommige scholen voor meer westerse uniformstijlen gekozen.

### Suriname

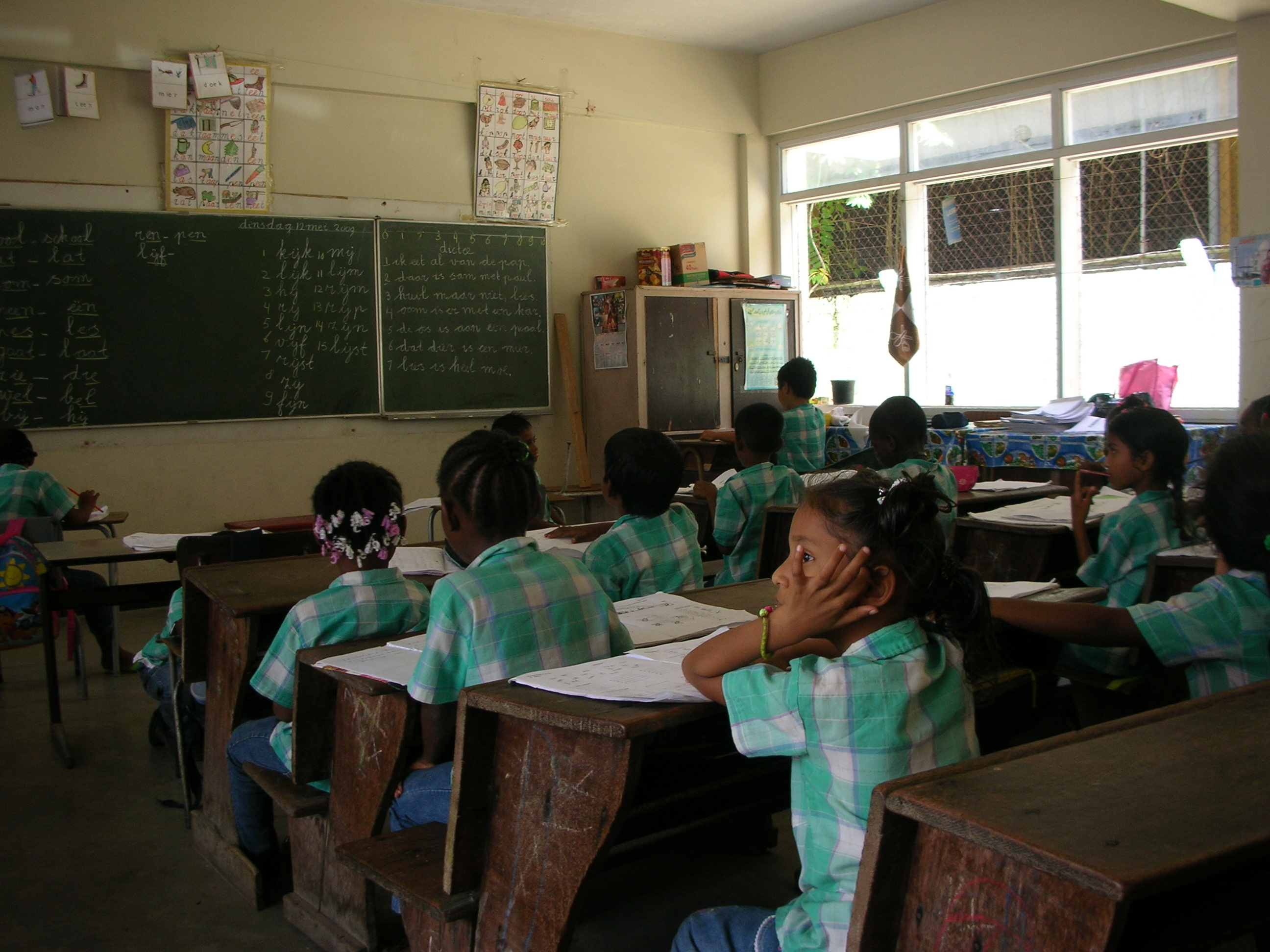
Surinaams schooluniform op de lagere school

Alle kinderen in Suriname tot en met het VOS-niveau dragen een schooluniform. De snit en de kleuren zijn verschillend per school. Het dragen van deze schoolkleding is verplicht, hierdoor is er minder onderscheid tussen de herkomst van de kinderen. Sommige particuliere scholen hebben ervoor gekozen de leerlingen geen schooluniform te laten dragen.
Het Dagblad Suriname deed in 2020 navraag via zijn lezers op Facebook over de toekomst van het schooluniform in het land. De algemene tendens was dat burgers het schooluniform willen behouden omdat het discriminatie en ongelijkheid tussen rijk en arm zou verminderen.

### Zuid-Korea
Alle Zuid-Koreaanse middelbare scholieren dragen een uniform genaamd "교복" (校服, Gyobok). Sommige privé basisscholen, kleuterscholen en nagenoeg al het privé voortgezet onderwijs vereisen uniformen, met strikte regels over het netjes dragen van het uniform. Meisjes mogen hun haar niet onder hun schouder laten uitkomen en jongens moeten het heel kort houden. Er is een scholier of groep scholieren die de uniformen controleert en sommigen tolereren meer dan anderen. Iedere ochtend is er een leraar of representatieveling die het uiterlijk van de scholieren controleert.

## Effectiviteit
Over de effectiviteit van uniformen, in het verbeteren van academische prestaties en instelling, wordt vaak gediscussieerd.
Een studie gepubliceerd in de Journal of Education Research door David L. Brunsma, van de University of Missouri, en Kerry A. Rockquemore, van de University of Notre Dame, stelt:
"De bevindingen wijzen erop dat schooluniformen geen directe invloed hebben op het gebruik van verdovende middelen, gedragsproblemen en aanwezigheid."

## Wetten en uitspraken betreffende schooluniformen
In de Australische staat Queensland bepaalde ombudsman Fred Albietz in 1998 dat openbare scholen het dragen van uniformen niet mogen eisen.
In het Verenigd Koninkrijk mag een staatsschool scholieren officieel niet permanent uitsluiten wegens "overtreding van de schooluniformregelgeving", aldus een beleidsregel afgekondigd door het Department for Children, Schools and Families, maar scholieren die niet het correcte uniform dragen, wordt gevraagd naar huis te gaan en zich om te kleden. Als een school religieuze en culturele overtuigingen mee heeft genomen in het ontwerp van het uniform en een leerling weigert nog steeds het te dragen, dan mogen er wettelijke stappen worden genomen tegen de ouders voor het ontduiken van de leerplicht.
In de Verenigde Staten hebben enkele staten regelgeving die stelt dat scholen leerlingen moeten toestaan zich aan de schooluniformregelgeving te onttrekken. De staat Massachusetts verbiedt kledingvoorschriften in openbare scholen met de verklaring dat het niet aan de scholen is "de rechten van scholieren m.b.t. persoonlijk uiterlijk en kleding te bepalen."
In 1969 onderstreepte de uitspraak van het Federaal Hooggerechtshof van de VS in de zaak van Tinker v. Des Moines Independent Community School District de rechten van scholieren om zich vrij te uiten in openbare scholen, hoewel dit het dragen van een zwarte armband betrof (niet uniformen an sich).